# Охридський платан
Охридський платан (мак. Охридски чинар; Старий платан або просто Платан) — найбільше і одне з найстаріших дерев у місті Охрид, відома пам'ятка міста, оголошена природною пам'яткою Македонії.
Це вид платана (Platanus orientalis). Розташований на ринковій вулиці «Святого Климента Охридського», на площі «Крушевська Республіка» навпроти «Джелова Магаза».

## історія
Згідно з переказами, платан посадив Климент Охридський у 9-10 століттях. За іншими переказами, платан був посаджений приблизно в 15 столітті.  У 2012 році за поганих погодних умов відламалася велика гілка та частина стовбура, після чого була проведена часткова охорона. Пізніше, у грудні того ж року, дерево знову постраждало від шторму. У вересні 2017 року Рада муніципалітету Охрида прийняла проект проголошення Платана пам'яткою природи та його охорони.